# Стружа (Мисленицький повіт)
Стружа (пол. Stróża) — село в Польщі, у гміні Пцим Мисленицького повіту Малопольського воєводства.
Населення — 3073 особи (2011).
У 1975-1998 роках село належало до Краківського воєводства.

## Демографія
Демографічна структура станом на 31 березня 2011 року:
|          | Загалом | Допрацездатний вік | Працездатний вік | Постпрацездатний вік |
| -------- | ------- | ------------------ | ---------------- | -------------------- |
| Чоловіки | 1525    | 346                | 1039             | 140                  |
| Жінки    | 1548    | 345                | 925              | 278                  |
| Разом    | 3073    | 691                | 1964             | 418                  |